# 章宁公主
章宁公主（?—?），唐朝公主，是中国唐朝第八代皇帝唐代宗李豫的女儿。她的生母不详，史书仅仅记载了她的封号章宁公主，章宁公主没到适婚年龄，就已经去世。